# Mlaștina Iezerul Dorohoi
Mlaștina Iezerul Dorohoi este o arie protejată (arie de protecție specială avifaunistică — SPA) din România întinsă pe o suprafață de 382,7 ha, integral pe uscat.

## Localizare
Situl se întinde pe teritoriul administrativ al municipiului Dorohoi și pe cele ale comunelor Șendriceni și Hilișeu-Horia din județul Botoșani. Centrul sitului Mlaștina Iezerul Dorohoi este situat la coordonatele 47°59′38″N 26°21′22″E / 47.993922°N 26.35615°E.

## Înființare
Situl Mlaștina Iezerul Dorohoi a fost declarat arie de protecție specială avifaunistică (ROSPA0157) în septembrie 2016 pentru a proteja 18 specii de animale.

## Biodiversitate
Situată în ecoregiunea continentală, aria protejată nu include niciun habitat protejat.
La baza desemnării sitului se află mai multe specii protejate de  păsări (18): rață pitică (Anas crecca), rață mare (Anas platyrhynchos), gâscă cenușie (Anser anser), stârc cenușiu (Ardea cinerea), stârc roșu (Ardea purpurea), rață cu cap castaniu (Aythya ferina), rață roșie (Aythya nyroca), chirighiță cu obraz alb (Chlidonias hybridus), erete de stuf (Circus aeruginosus), cristel de câmp (Crex crex), lebădă de vară (Cygnus olor), egretă mare (Egretta alba), egretă mică (Egretta garzetta), stârc pitic (Ixobrychus minutus), sfrâncioc roșiatic (Lanius collurio), stârc de noapte (Nycticorax nycticorax), lopătar (Platalea leucorodia), chiră de baltă (Sterna hirundo).